# Charlotte Smith (cestista)
Charlotte Daniele Smith, coniugata Taylor (Shelby, 23 agosto 1973), è un'ex cestista e allenatrice di pallacanestro statunitense, professionista nella ABL e nella WNBA.
È la nipote di David Thompson.

## Carriera
È stata selezionata dalle Charlotte Sting al terzo giro del Draft WNBA 1999 (33ª scelta assoluta).
Con gli Stati Uniti ha disputato le Universiadi di Fukuoka 1995.

## Palmarès
- Campionessa NCAA (1994)
- NCAA Basketball Tournament Most Outstanding Player (1994)
- Miglior tiratrice da tre punti WNBA (2004)